# سليد بروكمان
سليد بروكمان هو فلاح وسياسي أسترالي، ولد في 27 مارس 1970 في مانجيموب في أستراليا. نشط حزبياً في الحزب الليبرالي الأسترالي. وقد انتخب عضو مجلس الشيوخ الأسترالي ‏ عن دائرة أستراليا الغربية ‏ وقد انضم خلال فترته النيابية (16 أغسطس 2017 – ) للكتلة البرلمانية كتلة الائتلاف ‏.